# Mormotus curvicauda
Mormotus curvicauda är en insektsart som beskrevs av Brunner von Wattenwyl 1895. Mormotus curvicauda ingår i släktet Mormotus och familjen vårtbitare. Inga underarter finns listade i Catalogue of Life.